# Hedmark
Hedmark er er et tidligere fylke i Norge, der ved Regionsreformen i Norge, sammen med  Oppland, blev sammenlagt til det nye fylke, Innlandet..
Det tidligere fylke  havde i 2002 187.965 indbyggere, svarende til 4,1 % af Norges befolkning. Arealet var på 27.388 kvadratkilometer og administration var  placeret i Hamar.

## Kommuner
- Alvdal
- Eidskog
- Elverum
- Engerdal
- Folldal
- Grue
- Hamar
- Kongsvinger
- Løten
- Nord-Odal
- Os
- Rendalen
- Ringsaker
- Stange
- Stor-Elvdal
- Sør-Odal
- Tolga
- Trysil
- Tynset
- Våler
- Åmot
- Åsnes